# Tony Reno
Tony Reno, pseudonimo di Tony Peter Niemistö (Danderyd, 10 febbraio 1963), è un batterista svedese, il primo del complesso degli Europe dal 1978 al 1984.
Ha suonato sui primi 2 album e fu licenziato per lettera dal manager Thomas Erdtman, all'insaputa della band, durante il Wings of Tomorrow tour nel 1984, a causa dello scarso impegno nel seguire gli aumentati ritmi di lavoro della band. Fu sostituito da Ian Haugland, che la band aveva già avuto modo di apprezzare durante il Rock SM nel 1983, la competizione tra band rock emergenti che diede il via al successo degli Europe.
Nel 1986 Reno si unì alla sleaze rock band Geisha, per registrare l'album Phantasmagoria l'anno successivo. Quando i Geisha si sciolsero, il loro cantante Yenz Cheyenne formò i =Y=, ai quali Reno si unì. Registrarono 2 album, =Y= nel 1991 e Rawchild nel 1993.
Reno vive attualmente a Upplands Väsby, Svezia, dove lavora in una società di computer.

## Discografia

### Europe
- Europe (1983)
- Wings of Tomorrow (1984)

### Geisha
- Phantasmagoria (1987)

### =Y=
- =Y= (1991)
- Rawchild (1993)